# Ted Jensen
Pour les articles homonymes, voir Jensen.
Ted Jensen, né le 19 septembre 1954 à New Haven, est un ingénieur du son américain.

## Biographie
Ted Jensen commence à faire des enregistrements de groupes locaux alors qu'il est au lycée avant d'intégrer en 1972 la société nouvellement créée Mark Levinson Audio Systems en tant que concepteur d'équipements audio. Il la quitte en 1976 pour rejoindre Sterling Sound, à New York, en tant qu'ingénieur du mastering. Il commence sa carrière en s'occupant notamment du mastering d'Hotel California des Eagles (1976) et de The Stranger de Billy Joel (1977). Il est promu chef ingénieur en 1984 et participe à plusieurs innovations technologiques dans le domaine du mastering.
En 1998, il rachète Sterling Sound avec ses collègues Greg Calbi et Tom Coyne et en partenariat avec Murat Aktar et Metroplis Studios. Tout au long de sa prolifique carrière, il a travaillé sur plus de 2400 albums  et a notamment réalisé le mastering des albums Some Girls des Rolling Stones (1978), Ghost in the Machine de The Police (1981), Madonna de Madonna (1983), Speaking in Tongues de Talking Heads (1983), Unplugged d'Eric Clapton (1992), Double Jeu de Michel Berger et France Gall (1992), Far Beyond Driven de Pantera (1994), Supernatural de Santana (1999), American Idiot de Green Day (2004), Diamond Eyes de Deftones (2010), The 2nd Law de Muse (2012) et Ghost Stories de Coldplay (2014). Il a remporté un Grammy Award en 2002 pour son travail sur l'album Come Away with Me de Norah Jones.